# Заводской (Бессоновский район)
Заводской — посёлок в Бессоновском районе Пензенской области России. Входит в состав Проказнинского сельсовета.

## География
Посёлок находится в центральной части Пензенской области, в пределах Сурско-Мокшанской возвышенности, в лесостепной зоне, на правом берегу реки Суры, на расстоянии примерно 14 километров (по прямой) к северо-востоку от села Бессоновки, административного центра района. Абсолютная высота — 150 метров над уровнем моря.
Климат
Климат характеризуется как умеренно континентальный, с жарким летом и холодной продолжительной зимой. Средняя температура воздуха самого холодного месяца (января) составляет −12 °C; самого тёплого месяца (июля) — 20 °C. Годовое количество атмосферных осадков составляет около 500 мм. Снежный покров держится в среднем в течение 130—140 дней в году.

## История
Основан во второй половине XIX века землевладельцами Араповыми при винокуренном заводе. Около 1860 года жители были переселены в Мокшанский уезд, а посёлок заселён другими крестьянами. На карте Менде обозначен лишь винокуренный завод. Посёлок был возрождён в период между 1926 и 1930 годами. В 1930 году упомянут как населённый пункт в составе Екатериновского сельсовета Лунинского района.

## Население
| 2010 |
| ---- |
| 20   |

Половой состав
По данным Всероссийской переписи населения 2010 года в гендерной структуре населения мужчины составляли 45 %, женщины — соответственно 55 %.
Национальный состав
Согласно результатам переписи 2002 года, в национальной структуре населения русские составляли 86 % из 28 чел.

## Улицы
Уличная сеть посёлка состоит из двух улиц:
- ул. Верхняя
- ул. Нижняя